# Flemingia gracilis
Flemingia gracilis là một loài thực vật có hoa trong họ Đậu. Loài này được (Mukerjee) Ali miêu tả khoa học đầu tiên.